# Molodëžnaja (metropolitana di Mosca)
Molodëžnaja in russo Молодёжная? è una stazione della Metropolitana di Mosca, situata sulla Linea Arbatsko-Pokrovskaja. Fu costruita nel 1965 come parte della Linea Filëvskaja; il 7 gennaio 2008 Molodëžnaja fu staccata da quest'ultima linea e divenne parte della Linea Arbatsko-Pokrovskaja, che in tal modo si estese verso nord da Park Pobedy.
La stazione è costruita secondo il tipico design con pilastri: l'architetto fu Robert Pogrebnoy. I pilastri sono di marmo bianco con venature rosa; i muri sono ricoperti di piastrelle.